# Liste der Bodendenkmale in Nienburg (Saale)
In der Liste der Bodendenkmale in Nienburg (Saale) sind alle Bodendenkmale der Stadt Nienburg (Saale) und ihrer Ortsteile aufgelistet. Grundlage ist die Veröffentlichung der Landesdenkmalliste mit Stand vom 25. Februar 2016.  Die Baudenkmale sind in der Liste der Kulturdenkmale in Nienburg (Saale) aufgeführt.
| Denkmal-ID | Fundart                | Ortsteil     | Bezeichnung                                     | Zeitstellung | Lage | Bemerkungen | Bild |
| ---------- | ---------------------- | ------------ | ----------------------------------------------- | ------------ | --- | --- | ---- |
| 428311110  | Befestigung            | Altenburg    | Befestigung                                     | Bronzezeit   | südwestlich vom Ort (Hanglage) ()                                                                                                 | Deutliche Geländekuppe mit Vorsprung zum Hang, genaue Abgrenzung nicht erkennbar. Wälle und Gräben nicht vorhanden. |      |
| 428300481  | Befestigung > Burg     | Altenburg    | Spornburg                                       | Mittelalter  | im Ort, überbaut mit Kirche im zentralen Bereich (Lage)                                                                           | Geländesporn von Bachaue aus erkennbar, Ortskirche im Zentrum des Geländes, durch private Grundstücke randlich eingefasst. Oberflächlich keine Strukturen mehr erkennbar.                                                    |      |
| 428300482  | Befestigung > Burg     | Altenburg    | Wasserburg „Bläß“                               | Mittelalter  | 1,0 km SO vom Ort (Lage) | Graben noch offen, Zentralbereich zeigt einige Vertiefungen, sonst stark zugewachsen. |      |
| 428311111  | Befestigung            | Altenburg    | Befestigung                                     | Bronzezeit   | NNW vom Ort, leichte Anhöhe in Bodenniederung ()                                                                                  | Flache Erhebung, gut erkennbar. Wallreste nicht zu erkennen. An einer Flussschlinge, von zwei Seiten durch 4 m breiten Graben begrenzt.                                                                                      |      |
| 428310227  | Grabmal > Grabhügel    | Gerbitz      | Grabhügel (?) mit Grenzstein                    | undatiert    | dicht an der L64 Richtung Zuchau; auf der Gemarkungsgrenze Gerbitz–Zuchau (Lage)                                                  | Großer, runder Hügel (ca. 20 m Durchmesser, 3–4 m Höhe), vermutlich Grabhügel, evtl. auch Burghügel; Grenzstein im Zentrum, Buntsandstein, sichtbare Höhe ≈1,42 m, 0,25 × 0,20 m bzw. am Fuß 0,35 × 0,25 m, oben abgerundet. |      |
| 428311131  | besonderer Stein       | Gerbitz      | Bauernstein                                     | undatiert    | Hauptstraße vor Gemeindeamt, auf erhöhter Rasenfläche unweit des Kriegerdenkmals (Lage)                                           | Granit, Maße ca. 1,6 × 1,1 m. |      |
| 428300487  | Grabmal > Megalithgrab | Grimschleben | Großsteingrab „Bierberg“                        | Neolithikum  | 2,2 km östl. vom Ort, an der Straße Latdorf–Gerbitz (Lage)                                                                        | Aus bearbeiteten Buntsandsteinblöcken. |      |
| 428300485  | Befestigung > Burg     | Grimschleben | Talrandburg                                     | Mittelalter  | Hochuferrand der Saale, S vom Ort, (sehr großflächig, vom Saaleweg bis Latdorfer Str. und 300 m Richtung S zur Saale hin.) (Lage) | Sondierungsgrabungen 1930 und 1958, Bernburger Kultur, jüngere Bronzezeit, Mittelalter (8.–10. Jh.). |      |
| 428300486  | Grabmal > Megalithgrab | Grimschleben | Großsteingrab „Heringsberg“, „Iringsberg“       | Neolithikum  | 0,5 km südl. vom Ort (Lage) | Aus bearbeiteten Buntsandsteinblöcken. Nachbestattung jüngere Bronzezeit. Durch Robinien im Gelände markiert, wird gepflegt.                                                                                                 |      |
| 428300490  | besonderer Stein       | Latdorf      | Grabhügel ‚Pfingstberg‘ mit Menhir (Totensäule) | Neolithikum  | 0,5 km östl. vom Ort (Lage) | In früherer Zeit teilweise abgetragen. Gelblichgrauer Sandstein; Breite: 0,43 m, Höhe: 1,94 m, Dicke: 0,4 m. |      |
| 428300492  | Grabmal > Grabhügel    | Latdorf      | Grabhügel „Spitzes Hoch“                        | Neolithikum  | 2,0 km östl. vom Ort (Lage) | Mehrschichtiger Grabhügel, Ausgrabung 1880 (Friedrich Klopfleisch). 6 m hoher und 31 m breiter Hügel, Baalberger Kultur, bronzezeitliche Bestattung (1400–775 v. Chr.).                                                      |      |
| 428300493  | Grabmal > Megalithgrab | Latdorf      | Großsteingrab „Steinerne Hütte“                 | Neolithikum  | 1,9 km südl. vom Ort, 0,3 km nördl. vom „Spitzen Hoch“ (Lage)                                                                     | Anlage aus bearbeiteten Buntsandsteinblöcken zwischen Latdorf und der L73, Zufahrt auf festem Feldweg. |      |
| 428311143  | besonderer Stein       | Latdorf      | Bauernstein                                     | undatiert    | im Ort, Kirche, „Am Bauernstein“, Einmündung Ludwig-Franze-Straße (Lage)                                                          | Ebenerdig im Pflaster der Parkfläche vor einer Linde, mehrfach gebrochene Sandsteinplatte, 2 × 1,6 m. |      |
| 428300491  | Grabmal > Grabhügel    | Latdorf      | Grabhügel „Pohlsberg“                           | undatiert    | 0,5 km südöstl. vom Ort (Lage) | Mehrschichtiger Grabhügel, Ausgrabung 1904 (Paul Höfer). |      |
| 428311132  | besonderer Stein       | Pobzig       | Bauernstein                                     | undatiert    | Dorfplatz, Dorfteich, NW am Kriegerdenkmal (Lage)                                                                                 | Auf dem Dorfplatz etwa 20 größere Steine, zwei mit Bearbeitungen in Form eines ‚Eisernen Kreuzes‘ und der Jahreszahl 1913. Möglicher Bauernstein steht leicht schräg und lehnt am Fuß eines Baumes.                          |      |